# Phlegra Montes
Phlegra Montes é uma cadeia montanhosa no quadrângulo de Cebrenia em Marte, localizado a 41.1º N e 194.8º O. Essa formação se estende por até 1.352,0 km através da superfície marciana e recebeu o nome de uma formação de albedo clássica. Em dezembro de 2011, imagens da sonda Mars Express, da ESA, forneceram novas evidências para a existência de grandes quantidades de água (na forma de gelo) no subsolo dessa região. O principal indicativo da presença de água seria as formações conhecidas como lobate debris apron nas encostas das mantanhas de Phlegra Montes.

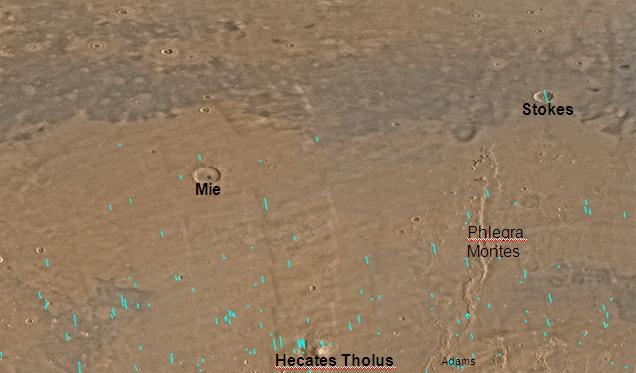
Mapa do quadrângulo de Cebrenia A sonda Viking II aterrisou próximo à cratera Mie. É provável que o vulcão Hecates possua geleiras em suas encostas.
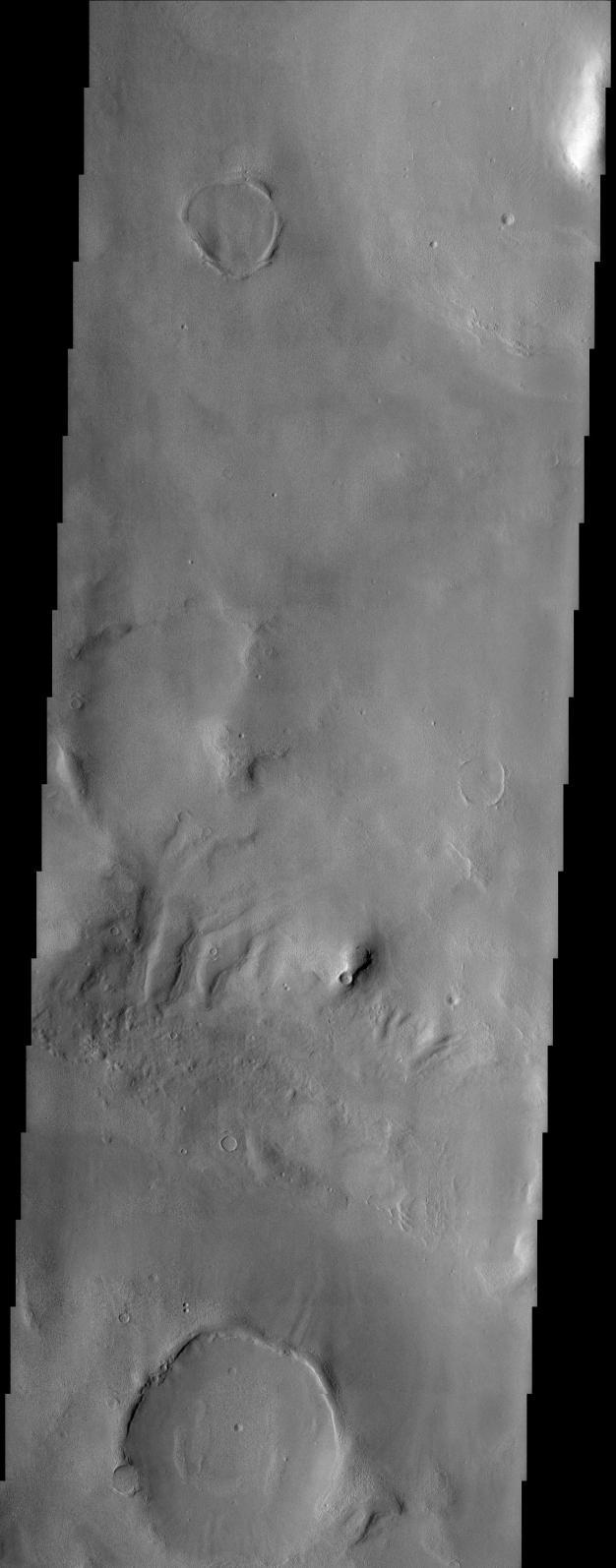
Crateras erodidas em Phlegra Montes, imagem obtida pela THEMIS.